# Distrito electoral de Pleasant Hill (condado de Hitchcock, Nebraska)
Pleasant Hill (en inglés: Pleasant Hill Precinct) es un distrito electoral ubicado en el condado de Hitchcock en el estado estadounidense de Nebraska. En el Censo de 2010 tenía una población de 61 habitantes y una densidad poblacional de 0,67 personas por km².

## Geografía
Pleasant Hill se encuentra ubicado en las coordenadas 40°18′25″N 100°55′42″O / 40.30694, -100.92833. Según la Oficina del Censo de los Estados Unidos, Pleasant Hill tiene una superficie total de 91.56 km², de la cual 91.56 km² corresponden a tierra firme y (0%) 0 km² es agua.

## Demografía
Según el censo de 2010, había 61 personas residiendo en Pleasant Hill. La densidad de población era de 0,67 hab./km². De los 61 habitantes, Pleasant Hill estaba compuesto por el 93.44% blancos, el 0% eran afroamericanos, el 0% eran amerindios, el 0% eran asiáticos, el 0% eran isleños del Pacífico, el 6.56% eran de otras razas y el 0% pertenecían a dos o más razas. Del total de la población el 8.2% eran hispanos o latinos de cualquier raza.